# Jesse Winchester
James Ridout Winchester, más conocido como Jesse Winchester (Bossier City, Luisiana, 17 de mayo de 1944-Charlottesville, Virginia, 11 de abril de 2014) fue un cantante y compositor estadounidense, nacido y criado en el sur de su país.
Para evitar la guerra de Vietnam, se trasladó a Canadá en 1967, que es donde y cuando comenzó su carrera como solista. Su mayor éxito lo obtuvo como intérprete de sus canciones "Yankee Lady" en 1970 y "Say What" en 1981. Se convirtió en ciudadano canadiense en 1973, fue amnistiado por los Estados Unidos en 1977 y se asentó allí en 2002.
Winchester fue probablemente más conocido como compositor, puesto que sus obras han sido grabadas por muchos artistas notables, entre ellos Patti Page, Elvis Costello, Jimmy Buffett, Joan Baez, Anne Murray, Reba McEntire, The Everly Brothers y Emmylou Harris, y algunas han obtenido puestos notables en varias listas de éxitos.

## Biografía

### Primeros años
Nacido en la Base de la Fuerza Aérea Barksdale, cerca de Bossier City, Luisiana, Winchester se crio en el norte de Misisipi y en Memphis, Tennessee. Jimmy, como se le conocía a Jesse en la escuela secundaria, recibió varios honores asistiendo a la Escuela Secundaria Christian Brothers, graduándose en 1962. Asistió a la Universidad Williams en Williamstown, Massachusetts, graduándose en 1966. Al año siguiente se trasladó a Montreal, Canadá, para evitar el servicio militar.
Winchester había comenzado a tocar la guitarra en grupos mientras todavía era un estudiante de la escuela secundaria. También tocó en Alemania mientras estudiaba en el extranjero y después de su graduación. Tras llegar a Montreal en 1967, se unió a un grupo local, Les Astronautes. En este tiempo, también comenzó a escribir canciones que interpretó como solista en cafeterías por todo el este de Canadá. Bajo los auspicios del grupo The Band de Robbie Robertson, en 1970 grabó su primer álbum, Jesse Winchester, publicado por la compañía discográfica Ampex.

### Carrera
Winchester publicó varios álbumes durante los años 1970. Debido a que supuestamente estaba realizando el servicio militar, no podía viajar a los Estados Unidos, lo que hizo que se le conociera principalmente como compositor de canciones. Entre sus canciones destacan "Yankee Lady", "The Brand New Tennessee Waltz", “Mississippi, You're on My Mind", "A Showman's Life", y "Biloxi".
Estas y otras composiciones han sido grabadas por numerosos artistas, incluyendo Jerry Jeff Walker, George Strait, Gary Allan, Patti Page, Elvis Costello, Jimmy Buffett, Joan Baez, Anne Murray, Reba McEntire, The Everly Brothers, Wynona Judd, John Denver, The Weather Girls, New Grass Revival, Fairport Convention, Tim Hardin, Emmylou Harris, Ronnie Hawkins, Nicolette Larson, Ted Hawkins, Ian Matthews, Colleen Peterson, Tom Rush, Brewer & Shipley, Raffi, Skydiggers y Wilson Pickett.

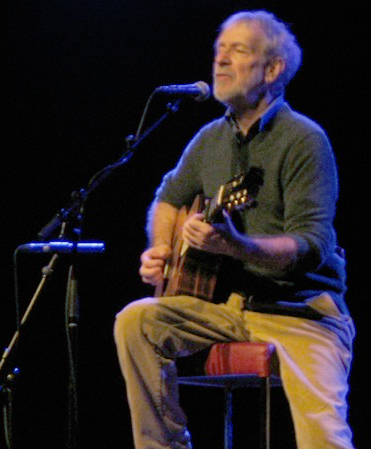
Winchester en 2011.

En 1974, Winchester solía tocar en el Hotel Le Chatelet en Morin Heights, Quebec, dirigido por varios originarios de Tennessee que se habían establecido en Canadá en 1972. David 'Butch' McDade y Jeff 'Stick' Davis se trasladaron a Quebec para hacerse parte del grupo Jesse Winchester and the Rhythm Aces.
Winchester fue el primer artista en grabar las canciones Third Rate Romance y The End is Not in Sight, ambas escritas por Russel Smith. Smith viajó a Montreal para asistir a la grabación del álbum de Jesse Learn to Love It en el Studio Six. Posteriormente, Smith, Davis y McDade se convirtieron en los miembros originales de Amazing Rhythm Aces.
En su elección en 1976, el presidente Jimmy Carter declaró que concedería amnistía a los evasores del servicio militar, excepto aquellos que hubieran desertado o se hubieran hecho ciudadanos de otro país. Winchester ya era por entonces ciudadano canadiense, pero Barry Bozeman, su gerente de entonces, fue capaz de convencer a Carter en nombre de Winchester para ampliar la amnistía.
La primera aparición de Winchester en los Estados Unidos fue un concierto en Vermont el 21 de abril de 1977, para el que se agotaron las entradas. La revista Rolling Stone cubrió el acontecimiento y describió el estilo vocal de Winchester como «la mayor voz de la década».

## Últimos años
Fue nominado para el premio al mejor cantante masculino nacional en los Premios Juno de 1990. En 2002, Winchester volvió a los Estados Unidos, instalándose en  Virginia. La American Society of Composers, Authors and Publishers le concedió un premio por su carrera en 2007. Winchester siguió grabando canciones y manteniéndose en activo en Estados Unidos y Canadá, publicando su décimo álbum de estudio, Love Filling Station, en 2009.
En 2011, a Winchester se le diagnosticó cáncer de esófago y se tuvo que someter a un tratamiento durante dos meses, tras el cual reanudó su gira. En abril de 2014, Winchester reveló estar "gravemente enfermo" y recibiendo cuidados en su casa. Murió durante la mañana del 11 de abril de 2014, en su casa en Charlottesville, Virginia.

## Discografía

### Álbumes
| Año  | Álbum                        | Posición en lista | Posición en lista |
| Año  | Álbum                        | CAN               | US                |
| ---- | ---------------------------- | ----------------- | ----------------- |
| 1970 | Jesse Winchester             | 26                | —                 |
| 1972 | Third Down, 110 to Go        | 34                | 193               |
| 1974 | Learn to Love It             | —                 | —                 |
| 1976 | Let the Rough Side Drag      | —                 | 210               |
| 1977 | Nothing But a Breeze         | —                 | 115               |
| 1977 | Live at the Bijou Cafe       | —                 | —                 |
| 1978 | A Touch on the Rainy Side    | —                 | 156               |
| 1981 | Talk Memphis                 | —                 | 188               |
| 1988 | Humour Me                    | —                 | —                 |
| 1989 | The Best of Jesse Winchester | —                 | —                 |
| 1999 | Gentleman of Leisure         | —                 | —                 |
| 2001 | Live From Mountain Stage     | —                 | —                 |
| 2005 | Live                         | —                 | —                 |
| 2009 | Love Filling Station         | —                 | —                 |

### Sencillos
| Año  | Single                          | Posición en lista | Posición en lista | Posición en lista | Posición en lista | Álbum                     |
| Año  | Single                          | CAN               | CAN AC            | CAN Country       | US                | Álbum                     |
| ---- | ------------------------------- | ----------------- | ----------------- | ----------------- | ----------------- | ------------------------- |
| 1970 | "Yankee Lady"                   | 20                | 8                 | —                 | —                 | Jesse Winchester          |
| 1973 | "Isn't That So"                 | 34                | 21                | —                 | —                 | Third Down, 110 to Go     |
| 1976 | "Let the Rough Side Drag"       | —                 | —                 | 42                | —                 | Let the Rough Side Drag   |
| 1977 | "Nothing but a Breeze"          | 72                | —                 | —                 | 86                | Nothing but a Breeze      |
| 1978 | "Sassy"                         | —                 | 45                | —                 | —                 | A Touch on the Rainy Side |
| 1979 | "A Touch on the Rainy Side"     | —                 | 42                | —                 | —                 | A Touch on the Rainy Side |
| 1981 | "Say What"                      | 23                | 13                | —                 | 32                | Talk Memphis              |
| 1989 | "Want to Mean Something to You" | —                 | —                 | 50                | —                 | Humour Me                 |
| 1989 | "Well-a-Wiggy"                  | —                 | —                 | 68                | —                 | Humour Me                 |

### Inclusión de compilaciones
| Año  | Álbum                                    | Canción   |
| ---- | ---------------------------------------- | --------- |
| 2003 | Beautiful: A Tribute to Gordon Lightfoot | "Sundown" |